# Different for Girls
«Different for Girls» — песня американского кантри-певца и автора-исполнителя Диркса Бентли, вышедшая 6 июня 2016 года в качестве второго сингла с его 8-го студийного альбома Black (2016) при участии певицы Elle King. Песня достигла позиции № 1 в американском хит-параде Billboard Country Songs. Авторами песни выступили J.T. Harding, Shane McAnally.
Премия CMA Awards в категории «Vocal Event of the Year» (2016) и номинация на Грэмми-2017 в категории За лучшее кантри-исполнение дуэтом или группой.

## История
«Different for Girls» достиг позиции № 1 в американском радиоэфирном хит-параде кантри-музыки Country Airplay Billboard (в 15-й раз в карьере певца) и позиции № 3 в объединённом кантри-чарте Hot Country Songs, оставаясь на этом месте три недели; это 20-я песня Бентли достигшая лучшей кантри-десятки top-10, впервые после чарттоппера «Somewhere on a Beach», который 30 апреля 2016 года был на позиции № 1 в Hot Country Songs, и позиции № 35 Billboard Hot 100.
Тираж сингла достиг 349,000 копий в США к сентябрю 2016 года и 436,000 копий к ноябрю 2016.
Песня получила положительные отзывы музыкальных критиков.
2 ноября 2016 года песня получила премию CMA Awards в категории «Vocal Event of the Year».

## Музыкальное видео
Режиссёром музыкального видео выступил Wes Edwards, а премьера состоялась в сентябре 2016.

## Список композиций
| №  | Название                                      | Длительность |
| -- | --------------------------------------------- | ------------ |
| 1. | «Different for Girls» (при участии Elle King) | 3:00         |

## Чарты
| Чарт (2016)                         | Высшая позиция |
| ----------------------------------- | -------------- |
| Канада (Billboard Canadian Hot 100) | 49             |
| Канада (Billboard Country)          | 1              |
| США (Billboard Hot 100)             | 42             |
| США (Billboard Country Airplay)     | 1              |
| США (Billboard Hot Country Songs)   | 3              |

| Чарт (2016)                      | Позиция |
| -------------------------------- | ------- |
| US Country Airplay (Billboard)   | 45      |
| US Hot Country Songs (Billboard) | 15      |

## Сертификации
| Регион | Сертификация | Продажи |
| --- | ------------ | ------- |
| США (RIAA) | Золотой      | 436,000 |
| * Данные о продажах приведены только на основе сертификации. · ^ Данные о тиражах приведены только на основе сертификации. · Данные о продажах + прослушиваниях приведены только на основе сертификации. |              |         |

## История выхода
| Регион | Дата        | Формат           | Лейбл             | Ссылки |
| ------ | ----------- | ---------------- | ----------------- | ------ |
| США    | 27 мая 2016 | Digital download | Capitol Nashville | [ 13 ] |
| США    | 6 июня 2016 | кантри-радио     | Capitol Nashville | [ 1 ]  |